# ريكاردو رودريغيز مارينغو
ريكاردو رودريغيز مارينغو (بالإسبانية: Ricardo Rodríguez Marengo)‏ (10 مايو 1998 ببوينس آيرس في الأرجنتين - ) هو مدرب كرة قدم ولاعب كرة قدم أرجنتيني في مركز الهجوم. شارك مع منتخب الأرجنتين تحت 17 سنة لكرة القدم. أما مع النوادي، فقد لعب مع نادي أونيفرسيداد كاتوليكا.

## وصلات خارجية
- ريكاردو رودريغيز مارينغو على موقع قاعدة بيانات كرة القدم.إي يو (الإنجليزية)
- ريكاردو رودريغيز مارينغو على موقع Soccerway.com (الإنجليزية)